# Rhaphipodus bonni
Rhaphipodus bonni är en skalbaggsart som först beskrevs av Anton Franz Nonfried 1894.  Rhaphipodus bonni ingår i släktet Rhaphipodus och familjen långhorningar. Inga underarter finns listade i Catalogue of Life.